# (2270) Yazhi
(2270) Yazhi est un astéroïde de la ceinture principale.

## Description
(2270) Yazhi est un astéroïde de la ceinture principale. Il fut découvert le 14 mars 1980 à la station Anderson Mesa par Edward L. G. Bowell. Il présente une orbite caractérisée par un demi-grand axe de 3,15 UA, une excentricité de 0,14 et une inclinaison de 2,1° par rapport à l'écliptique.

## Compléments